# Alcalá la Real
Alcalá la Real is een gemeente in de Spaanse provincie Jaén in de regio Andalusië met een oppervlakte van 261 km². In 2001 telde Alcalá la Real 21.296 inwoners.

## Geboren in Alcalá la Real
- Juan Martínez Montañés (1568-1649) , beeldhouwer bekend als "El Dios de la Madera"

## Demografische ontwikkeling
Bron: INE; 1857-2011: volkstellingen